# Højelse Sogn
Højelse Sogn er et sogn i Køge Provsti (Roskilde Stift).
Højelse Sogn hørte til Ramsø Herred i Roskilde Amt. I 1800-tallet havde det Lellinge Sogn fra Bjæverskov Herred i Præstø Amt som anneks. De to sogne dannede hver sin sognekommune. Ved kommunalreformen i 1970 blev de begge indlemmet i Køge Kommune, Lellinge frivilligt allerede i 1966, Højelse ved selve reformen i 1970.
I Højelse Sogn ligger Højelse Kirke fra o. 1500 og Ølby Kirke fra 1997.
I sognet findes følgende autoriserede stednavne:
- Assendrup (bebyggelse, ejerlav)
- Gammel Lellingegård (ejerlav, landbrugsejendom)
- Højelse (bebyggelse, ejerlav)
- Kirkeskov (bebyggelse)
- Krattet (bebyggelse)
- Lille Salby (bebyggelse, ejerlav)
- Lille Skensved (bebyggelse, ejerlav)
- Store Salby (bebyggelse, ejerlav)
- Vilgestrup (bebyggelse, ejerlav)
- Ølby Landsby (bebyggelse, ejerlav)
- Ølby Lyng (bebyggelse)

Voldstedet og vikingetids ringborgen Borrering er beliggende i den sydlige del af sognet.